# Fußball-Asienmeisterschaft 2024
Die 18. Fußball-Asienmeisterschaft (offiziell 2023 AFC Asian Cup) fand vom 12. Januar bis zum 10. Februar 2024 in Katar statt. Sie sollte ursprünglich vom 16. Juni bis zum 16. Juli 2023 in China ausgetragen werden, das Land gab die Austragung jedoch im Mai 2022 aufgrund der Corona-Pandemie zurück. Wie schon 2019 nahmen 24 Mannschaften an der Endrunde teil. Es wurde zunächst in einer Gruppenphase in sechs Gruppen zu je vier Mannschaften und danach ab dem Achtelfinale im K.-o.-System gespielt.
Sieger wurde Gastgeber und Titelverteidiger Katar, das Jordanien im Finale im Lusail Stadium mit 3:1 schlug und damit zum zweiten Mal Asienmeister wurde. Das Land war nach 1988 und 2011 zum dritten Mal Gastgeber der Asienmeisterschaft. Katar ist damit nach Südkorea 1960, dem Iran 1972 und 1976, Saudi-Arabien 1988 sowie Japan 2004 die sechste Mannschaft die ihren Titel verteidigen konnte.
Torschützenkönig wurde der Katarer Akram Afif mit acht Toren. Er wurde außerdem zum besten Spieler des Wettbewerbs ernannt.

## Vergabe
Bis Ende März 2016 bekundeten insgesamt vier nationale Fußballverbände Interesse an der Austragung der Endrunde der Asienmeisterschaft. Das waren China, Indonesien, Südkorea und Thailand. Im Juli 2017 zogen sich zunächst Indonesien und kurz danach Thailand vom Bewerbungsprozess zurück. Im Oktober 2017 zeigte mit Indien ein weiterer Bewerber Interesse, verfehlte aber den Bewerbungsschluss. Damit blieben mit China und Südkorea zunächst zwei Kandidaten übrig, die beide bereits jeweils einmal Gastgeber der Endrunde gewesen waren (Südkorea 1960 und China 2004). Im Mai 2019 zog Südkorea seine Bewerbung zurück, da sich der Verband auf die Bewerbung für die Weltmeisterschaft der Frauen 2023 konzentrieren wolle.
Die Bekanntgabe des Gastgebers war mehrmals nach hinten verschoben worden. Sie sollte ursprünglich im Mai 2018, danach im September 2018 und schließlich im April 2019 beim 29. AFC-Kongress stattfinden. Schließlich vergab die AFC am 4. Juni 2019 die 18. Fußball-Asienmeisterschaft an China. Im Mai 2022 musste China die Austragung aufgrund der Corona-Pandemie zurückgeben.
Für die zweite Bewerbungsrunde bekundeten die Fußballverbände aus Australien, Indonesien, Katar und Südkorea ihr Interesse. Alle vier waren zuvor schon mindestens einmal (Co-)Gastgeber der Endrunde (Südkorea 1960, Katar 1988 und 2011, Indonesien 2007 und Australien 2015). Die Unterlagen mussten bis Ende August 2022 an die AFC übermittelt werden. Im September 2022 zog sich zunächst Australien zurück, ehe die Bewerbung Indonesiens Mitte Oktober 2022 aufgrund der Massenpanik im Kanjuruhan-Stadion ausgeschlossen wurde. Am 17. Oktober 2022 vergab die AFC die Austragung 2024 an Katar.

## Spielorte

### Planungen in China
In seiner Bewerbung führte der chinesische Fußballverband CFA je ein Stadion in den zwölf Städten Changsha, Chengdu, Chongqing, Dalian, Guangzhou, Hangzhou, Peking, Shanghai, Suzhou, Tianjin, Wuhan und Xi’an als mögliche Spielorte auf. Im Dezember 2019 wurden zehn Spielorte bestätigt. Von den zwölf in der Bewerbung genannten Städten blieben Changsha, Guangzhou, Hangzhou und Wuhan unberücksichtigt, während Qingdao und Xiamen neu hinzukamen.
Auch im Hinblick auf eine mögliche Bewerbung Chinas für die WM 2034 sollten in neun der zehn Städten Neubauten errichtet werden. Vier der zehn Stadien hätten eine Kapazität von 35.000 bis 50.000 Zuschauern, die restlichen sechs eine von mindestens 60.000 Zuschauern. Das größte Stadion sollte das neue Workers’ Stadium in der Hauptstadt Peking mit einer Kapazität von 65.000 Zuschauern werden.

### Neuvergabe an Katar
Nach der Neuvergabe an Katar bestätigte die AFC im April 2023 zunächst die acht Stadien in den vier Städten al-Chaur, ar-Rayyan, al-Wakra und Doha. Fünf Monate später fügte die AFC ein weiteres Stadion in Lusail hinzu. Fünf bzw. sieben der neun Stadien wurden bereits beim FIFA-Arabien-Pokal 2021 und der Weltmeisterschaft 2022 als Spielstätten benutzt und wurden im Vorfeld der beiden Turniere entweder neugebaut oder renoviert. Das Khalifa International Stadium, das Ahmed bin Ali Stadium und das Jassim bin Hamad Stadium in ar-Rayyan waren auch Austragungsorte bei der Asienmeisterschaft 2011. Sowohl das Eröffnungs- als auch das Endspiel fanden im Lusail Stadium statt.
Fünf der neun Stadien verfügten über eine Kapazität zwischen 44.000 und 46.000 Zuschauern. Das größte Stadion war das Lusail Stadium in Lusail mit einem Fassungsvermögen von 88.000 Zuschauern, die beiden kleinsten Stadien, das Abdullah bin Khalifa Stadium und das Jassim bin Hamad Stadium, boten nur Platz für 10.000 bzw. 13.000 Zuschauer.
| ar-Rayyan                                       | ar-Rayyan                                      | ar-Rayyan                                  |
| ----------------------------------------------- | ---------------------------------------------- | ------------------------------------------ |
| Ahmed bin Ali Stadium Kapazität: 45.032         | Education City Stadium Kapazität: 44.667       | Jassim bin Hamad Stadium Kapazität: 13.030 |
| Ahmed bin Ali Stadium                           | Education City Stadium                         |                                            |
| ar-Rayyan                                       | Lusail                                         | al-Chaur                                   |
| Khalifa International Stadium Kapazität: 45.857 | Lusail Stadium Kapazität: 88.000               | al-Bayt Stadium Kapazität: 68.895          |
| Khalifa International Stadium                   | Lusail Stadium                                 | al-Bayt Stadium                            |
| al-Wakra                                        | Doha                                           | Doha                                       |
| al-Janoub Stadium Kapazität: 44.325             | Abdullah bin Khalifa Stadium Kapazität: 10.000 | al-Thumama Stadium Kapazität: 44.400       |
| al-Janoub Stadium                               |                                                | al-Thumama Stadium                         |

## Modus

### Turnierform
Der Modus hatte sich gegenüber der letzten Asienmeisterschaft 2019 nicht verändert. Gespielt wurde weiterhin in sechs Vierergruppen, wobei die Gruppenersten und -zweiten und die vier besten Gruppendritten sich für das Achtelfinale qualifizierten. Die vier besten Gruppendritten spielten im Achtelfinale gegen die Gruppenersten der Gruppen A, B, C und D. Der Gruppenerste der Gruppe E spielte gegen den Gruppenzweiten der Gruppe D und der Gruppenerste der Gruppe F gegen den Gruppenzweiten der Gruppe E. Die Gruppenzweiten der Gruppen A und C sowie B und F spielten jeweils gegeneinander.
Ab dem Achtelfinale wurde im K.-o.-System weitergespielt, bei dem eine Verlängerung und ein Elfmeterschießen möglich waren. Wie bereits bei der Asienmeisterschaft 2019 wurde kein Spiel um Platz 3 ausgetragen. Die Anzahl der Spiele blieb bei 51, während die Dauer der Endrunde weiterhin vier Wochen betrug.
Die Gruppenphase fand vom 12. bis zum 25. Januar 2024 statt, die Finalrunde begann am 28. Januar und endete mit dem Finale am 10. Februar 2024.

### Platzierungsregeln
Bei Punktgleichheit zweier oder mehrerer Mannschaften wurde die Platzierung durch folgende Kriterien ermittelt:
1. Anzahl Punkte im direkten Vergleich
2. Tordifferenz im direkten Vergleich
3. Anzahl Tore im direkten Vergleich
4. Wenn nach der Anwendung der Kriterien 1 bis 3 immer noch mehrere Mannschaften denselben Tabellenplatz belegen, werden die Kriterien 1 bis 3 erneut angewendet, jedoch ausschließlich auf die Direktbegegnungen der betreffenden Mannschaften
Sollte auch dies zu keiner definitiven Platzierung führen, wurden die Kriterien 5 bis 9 angewendet:
5. Tordifferenz aus allen Gruppenspielen
6. Anzahl Tore in allen Gruppenspielen
7. Wenn es nur um zwei Mannschaften geht und diese beiden auf dem Platz stehen, kommt es zwischen diesen zu einem Elfmeterschießen
8. Niedrigere Anzahl Punkte (Fair-Play-Punkte) durch Gelbe und Rote Karten (Gelbe Karte 1 Punkt, Gelb-Rote und Rote Karte 3 Punkte, Gelbe Karte auf die eine direkte Rote Karte folgt 4 Punkte)
9. Losziehung
Für die Bestimmung der vier besten Gruppendritten wurden bei Punktgleichheit zweier oder mehrerer Mannschaften die Punkte 5 und 6 sowie 8 und 9 angewendet.

### Spielsperre
Erhielt ein Spieler oder ein Trainer im Laufe des Turniers zum zweiten Mal eine Gelbe Karte, war er im darauf folgenden Spiel gesperrt. Einzelne Gelbe Karten wurden nach dem Viertelfinale gestrichen. Nach Erhalt einer Gelb-Roten Karte ist er für das nächste Spiel gesperrt. Bei einer Roten Karte ist er ebenfalls automatisch für die folgende Partie gesperrt, wobei die Disziplinarkommission eine höhere Strafe aussprechen konnte.

## Teilnehmer

### Qualifikation

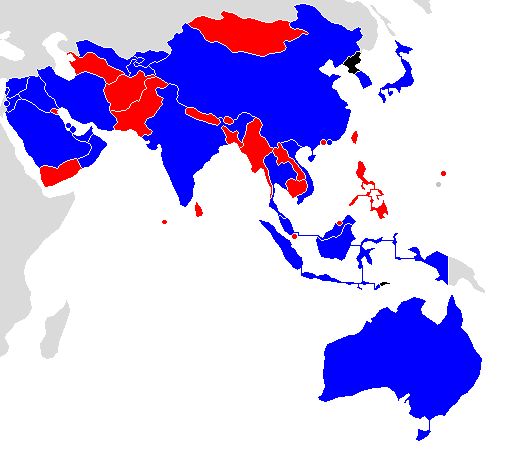
Qualifiziert
Nicht qualifiziert
Nicht teilgenommen/zurückgezogen

Wie beim letzten Turnier waren außer dem Gastgeber keine weiteren Mannschaften direkt qualifiziert. Die Qualifikation fand in vier Runden statt, wovon die ersten beiden auch gleichzeitig die ersten beiden Runden der Qualifikation zur Weltmeisterschaft 2022 darstellten. Aufgrund dieser Zusammenlegung nahmen sowohl der Gastgeber der WM 2022, Katar, als auch der ursprüngliche Gastgeber der Asienmeisterschaft (China) an der Qualifikation teil.
In der ersten Runde traten im Juni 2019 die zwölf in der FIFA-Weltrangliste vom 4. April 2019 niedrigstplatzierten Mannschaften im K.-o.-System mit Hin- und Rückspiel gegeneinander an. In der zweiten Runde spielten von September 2019 bis Juni 2021 die sechs Sieger und die restlichen 34 höher platzierten Mannschaften in acht Fünfergruppen im Doppelrundenformat gegeneinander. Aufgrund der Corona-Pandemie musste der Spielplan nach November 2019 für über ein Jahr pausiert werden. Einzelne Spiele konnten Ende 2020 und im März 2021 ausgetragen werden, ehe der Rest der zweiten Runde schließlich im Juni 2021 je Gruppe an einem zentralen Ort ausgespielt wurde. Die acht Gruppensieger und die fünf besten Gruppenzweiten qualifizierten sich direkt für die Endrunde der Asienmeisterschaft 2024.
Die restlichen Gruppenzweiten, die Gruppendritten und -vierten sowie die drei besten Gruppenletzten qualifizierten sich für die dritte Runde. Die restlichen Gruppenletzten spielten in der Play-off-Runde um zwei weitere Plätze in der dritten Runde. In der dritten Runde wurden die 24 Mannschaften in sechs Vierergruppen aufgeteilt, wo sie in einem einfachen Rundenturnier um die restlichen elf Endrunden-Plätze spielten. Die dritte Runde wurde wieder je Gruppe an einem zentralen Ort ausgespielt. Die Gruppensieger und die fünf besten Gruppenzweiten qualifizierten sich für die Endrunde.

### Auslosung
Die Gruppenauslosung fand am 11. Mai 2023 im Katara-Opernhaus in Doha statt. Die Mannschaft aus Katar war als Gastgeber automatisch als Kopf der Gruppe A gesetzt. Die restlichen Mannschaften wurden anhand ihrer Platzierungen in der FIFA-Weltrangliste vom 6. April 2023 in die vier Töpfe verteilt.
| Topf 1: - Katar (Gastgeber, 61) - Japan (20) - Iran (24) - Südkorea (27) - Australien (29) - Saudi-Arabien (54) Topf 2: - Irak (67) - Ver. Arab. Emirate (72) - Oman (73) - Usbekistan (74) - China (81) - Jordanien (84) | Topf 3: - Bahrain (85) - Syrien (90) - Palästina (93) - Vietnam (95) - Kirgisistan (96) - Libanon (99) Topf 4: - Indien (101) - Tadschikistan (109) - Thailand (114) - Malaysia (138) - Hongkong (147) - Indonesien (149) |

| Gruppe A      | Gruppe B   | Gruppe C           | Gruppe D   | Gruppe E  | Gruppe F      |
| ------------- | ---------- | ------------------ | ---------- | --------- | ------------- |
| Katar         | Australien | Iran               | Japan      | Südkorea  | Saudi-Arabien |
| China         | Usbekistan | Ver. Arab. Emirate | Indonesien | Malaysia  | Thailand      |
| Tadschikistan | Syrien     | Hongkong           | Irak       | Jordanien | Kirgisistan   |
| Libanon       | Indien     | Palästina          | Vietnam    | Bahrain   | Oman          |

## Gruppenphase

### Gruppe A
| Pl. | Land          | Sp. | S | U | N | Tore    | Diff. | Punkte |
| --- | ------------- | --- | - | - | - | ------- | ----- | ------ |
| 1.  | Katar         | 3   | 3 | 0 | 0 | 005:000 | +5    | 09     |
| 2.  | Tadschikistan | 3   | 1 | 1 | 1 | 002:200 | ±0    | 04     |
| 3.  | China         | 3   | 0 | 2 | 1 | 000:100 | −1    | 02     |
| 4.  | Libanon       | 3   | 0 | 1 | 2 | 001:500 | −4    | 01     |

| 12. Januar 2024, 19:00 Uhr (17:00 Uhr MEZ) in Lusail              |   |               |           |
| Katar                                                             | – | Libanon       | 3:0 (1:0) |
| 13. Januar 2024, 17:30 Uhr (15:30 Uhr MEZ) in Doha (Abdullah)     |   |               |           |
| China                                                             | – | Tadschikistan | 0:0       |
| 17. Januar 2024, 14:30 Uhr (12:30 Uhr MEZ) in Doha (Thumama)      |   |               |           |
| Libanon                                                           | – | China         | 0:0       |
| 17. Januar 2024, 17:30 Uhr (15:30 Uhr MEZ) in al-Chaur            |   |               |           |
| Tadschikistan                                                     | – | Katar         | 0:1 (0:1) |
| 22. Januar 2024, 18:00 Uhr (16:00 Uhr MEZ) in ar-Rayyan (Khalifa) |   |               |           |
| Katar                                                             | – | China         | 1:0 (0:0) |
| 22. Januar 2024, 18:00 Uhr (16:00 Uhr MEZ) in ar-Rayyan (Jassim)  |   |               |           |
| Tadschikistan                                                     | – | Libanon       | 2:1 (0:0) |

### Gruppe B
| Pl. | Land       | Sp. | S | U | N | Tore    | Diff. | Punkte |
| --- | ---------- | --- | - | - | - | ------- | ----- | ------ |
| 1.  | Australien | 3   | 2 | 1 | 0 | 004:100 | +3    | 07     |
| 2.  | Usbekistan | 3   | 1 | 2 | 0 | 004:100 | +3    | 05     |
| 3.  | Syrien     | 3   | 1 | 1 | 1 | 001:100 | ±0    | 04     |
| 4.  | Indien     | 3   | 0 | 0 | 3 | 000:600 | −6    | 0      |

| 13. Januar 2024, 14:30 Uhr (12:30 Uhr MEZ) in ar-Rayyan (Ahmed)  |   |            |           |
| Australien                                                       | – | Indien     | 2:0 (0:0) |
| 13. Januar 2024, 20:30 Uhr (18:30 Uhr MEZ) in ar-Rayyan (Jassim) |   |            |           |
| Usbekistan                                                       | – | Syrien     | 0:0       |
| 18. Januar 2024, 14:30 Uhr (12:30 Uhr MEZ) in ar-Rayyan (Jassim) |   |            |           |
| Syrien                                                           | – | Australien | 0:1 (0:0) |
| 18. Januar 2024, 17:30 Uhr (15:30 Uhr MEZ) in ar-Rayyan (Ahmed)  |   |            |           |
| Indien                                                           | – | Usbekistan | 0:3 (0:3) |
| 23. Januar 2024, 14:30 Uhr (12:30 Uhr MEZ) in al-Wakra           |   |            |           |
| Australien                                                       | – | Usbekistan | 1:1 (1:0) |
| 23. Januar 2024, 14:30 Uhr (12:30 Uhr MEZ) in al-Chaur           |   |            |           |
| Syrien                                                           | – | Indien     | 1:0 (0:0) |

### Gruppe C
| Pl. | Land               | Sp. | S | U | N | Tore    | Diff. | Punkte |
| --- | ------------------ | --- | - | - | - | ------- | ----- | ------ |
| 1.  | Iran               | 3   | 3 | 0 | 0 | 007:200 | +5    | 09     |
| 2.  | Ver. Arab. Emirate | 3   | 1 | 1 | 1 | 005:400 | +1    | 04     |
| 3.  | Palästina          | 3   | 1 | 1 | 1 | 005:500 | ±0    | 04     |
| 4.  | Hongkong           | 3   | 0 | 0 | 3 | 001:700 | −6    | 0      |

| 14. Januar 2024, 17:30 Uhr (15:30 Uhr MEZ) in ar-Rayyan (Khalifa)   |   |                    |           |
| Ver. Arab. Emirate                                                  | – | Hongkong           | 3:1 (1:0) |
| 14. Januar 2024, 20:30 Uhr (18:30 Uhr MEZ) in ar-Rayyan (Education) |   |                    |           |
| Iran                                                                | – | Palästina          | 4:1 (3:1) |
| 18. Januar 2024, 20:30 Uhr (18:30 Uhr MEZ) in al-Wakra              |   |                    |           |
| Palästina                                                           | – | Ver. Arab. Emirate | 1:1 (0:1) |
| 19. Januar 2024, 20:30 Uhr (18:30 Uhr MEZ) in ar-Rayyan (Khalifa)   |   |                    |           |
| Hongkong                                                            | – | Iran               | 0:1 (0:1) |
| 23. Januar 2024, 18:00 Uhr (16:00 Uhr MEZ) in ar-Rayyan (Education) |   |                    |           |
| Iran                                                                | – | Ver. Arab. Emirate | 2:1 (1:0) |
| 23. Januar 2024, 18:00 Uhr (16:00 Uhr MEZ) in Doha (Abdullah)       |   |                    |           |
| Hongkong                                                            | – | Palästina          | 0:3 (0:1) |

### Gruppe D
| Pl. | Land       | Sp. | S | U | N | Tore    | Diff. | Punkte |
| --- | ---------- | --- | - | - | - | ------- | ----- | ------ |
| 1.  | Irak       | 3   | 3 | 0 | 0 | 008:400 | +4    | 09     |
| 2.  | Japan      | 3   | 2 | 0 | 1 | 008:500 | +3    | 06     |
| 3.  | Indonesien | 3   | 1 | 0 | 2 | 003:600 | −3    | 03     |
| 4.  | Vietnam    | 3   | 0 | 0 | 3 | 004:800 | −4    | 0      |

| 14. Januar 2024, 14:30 Uhr (12:30 Uhr MEZ) in Doha (Thumama)        |   |            |           |
| Japan                                                               | – | Vietnam    | 4:2 (3:2) |
| 15. Januar 2024, 17:30 Uhr (15:30 Uhr MEZ) in ar-Rayyan (Ahmed)     |   |            |           |
| Indonesien                                                          | – | Irak       | 1:3 (1:2) |
| 19. Januar 2024, 14:30 Uhr (12:30 Uhr MEZ) in ar-Rayyan (Education) |   |            |           |
| Irak                                                                | – | Japan      | 2:1 (2:0) |
| 19. Januar 2024, 17:30 Uhr (15:30 Uhr MEZ) in Doha (Abdullah)       |   |            |           |
| Vietnam                                                             | – | Indonesien | 0:1 (0:1) |
| 24. Januar 2024, 14:30 Uhr (12:30 Uhr MEZ) in Doha (Thumama)        |   |            |           |
| Japan                                                               | – | Indonesien | 3:1 (1:0) |
| 24. Januar 2024, 14:30 Uhr (12:30 Uhr MEZ) in ar-Rayyan (Jassim)    |   |            |           |
| Irak                                                                | – | Vietnam    | 3:2 (0:1) |

### Gruppe E
| Pl. | Land      | Sp. | S | U | N | Tore    | Diff. | Punkte |
| --- | --------- | --- | - | - | - | ------- | ----- | ------ |
| 1.  | Bahrain   | 3   | 2 | 0 | 1 | 003:300 | ±0    | 06     |
| 2.  | Südkorea  | 3   | 1 | 2 | 0 | 008:600 | +2    | 05     |
| 3.  | Jordanien | 3   | 1 | 1 | 1 | 006:300 | +3    | 04     |
| 4.  | Malaysia  | 3   | 0 | 1 | 2 | 003:800 | −5    | 01     |

| 15. Januar 2024, 14:30 Uhr (12:30 Uhr MEZ) in ar-Rayyan (Jassim)  |   |           |           |
| Südkorea                                                          | – | Bahrain   | 3:1 (1:0) |
| 15. Januar 2024, 20:30 Uhr (18:30 Uhr MEZ) in al-Wakra            |   |           |           |
| Malaysia                                                          | – | Jordanien | 0:4 (0:3) |
| 20. Januar 2024, 14:30 Uhr (12:30 Uhr MEZ) in Doha (Thumama)      |   |           |           |
| Jordanien                                                         | – | Südkorea  | 2:2 (2:1) |
| 20. Januar 2024, 17:30 Uhr (15:30 Uhr MEZ) in ar-Rayyan (Jassim)  |   |           |           |
| Bahrain                                                           | – | Malaysia  | 1:0 (0:0) |
| 25. Januar 2024, 14:30 Uhr (12:30 Uhr MEZ) in al-Wakra            |   |           |           |
| Südkorea                                                          | – | Malaysia  | 3:3 (1:0) |
| 25. Januar 2024, 14:30 Uhr (12:30 Uhr MEZ) in ar-Rayyan (Khalifa) |   |           |           |
| Jordanien                                                         | – | Bahrain   | 0:1 (0:1) |

### Gruppe F
| Pl. | Land          | Sp. | S | U | N | Tore    | Diff. | Punkte |
| --- | ------------- | --- | - | - | - | ------- | ----- | ------ |
| 1.  | Saudi-Arabien | 3   | 2 | 1 | 0 | 004:100 | +3    | 07     |
| 2.  | Thailand      | 3   | 1 | 2 | 0 | 002:000 | +2    | 05     |
| 3.  | Oman          | 3   | 0 | 2 | 1 | 002:300 | −1    | 02     |
| 4.  | Kirgisistan   | 3   | 0 | 1 | 2 | 001:500 | −4    | 01     |

| 16. Januar 2024, 17:30 Uhr (15:30 Uhr MEZ) in Doha (Abdullah)       |   |               |           |
| Thailand                                                            | – | Kirgisistan   | 2:0 (1:0) |
| 16. Januar 2024, 20:30 Uhr (18:30 Uhr MEZ) in ar-Rayyan (Khalifa)   |   |               |           |
| Saudi-Arabien                                                       | – | Oman          | 2:1 (0:1) |
| 21. Januar 2024, 17:30 Uhr (15:30 Uhr MEZ) in Doha (Abdullah)       |   |               |           |
| Oman                                                                | – | Thailand      | 0:0       |
| 21. Januar 2024, 20:30 Uhr (18:30 Uhr MEZ) in ar-Rayyan (Ahmed)     |   |               |           |
| Kirgisistan                                                         | – | Saudi-Arabien | 0:2 (0:1) |
| 25. Januar 2024, 18:00 Uhr (16:00 Uhr MEZ) in ar-Rayyan (Education) |   |               |           |
| Saudi-Arabien                                                       | – | Thailand      | 0:0       |
| 25. Januar 2024, 18:00 Uhr (16:00 Uhr MEZ) in Doha (Abdullah)       |   |               |           |
| Kirgisistan                                                         | – | Oman          | 1:1 (0:1) |

### Rangliste der Gruppendritten
Die vier besten Gruppendritten spielten im Achtelfinale gegen die Gruppenersten der Gruppen A, B, C und D. Die genauen Paarungen hingen davon ab, aus welchen Gruppen sich die Dritten qualifizierten. Für jede der fünfzehn Möglichkeiten legte eine Tabelle in den offiziellen Regularien die Zuordnung wie folgt fest.
| Kombinationen (3. aus Gruppen) | 1. Gruppe A spielt gegen 3. Gruppe | 1. Gruppe B spielt gegen 3. Gruppe | 1. Gruppe C spielt gegen 3. Gruppe | 1. Gruppe D spielt gegen 3. Gruppe |
| ------------------------------ | ---------------------------------- | ---------------------------------- | ---------------------------------- | ---------------------------------- |
| A B C D                        | C                                  | D                                  | A                                  | B                                  |
| A B C E                        | C                                  | A                                  | B                                  | E                                  |
| A B C F                        | C                                  | A                                  | B                                  | F                                  |
| A B D E                        | D                                  | A                                  | B                                  | E                                  |
| A B D F                        | D                                  | A                                  | B                                  | F                                  |
| A B E F                        | E                                  | A                                  | B                                  | F                                  |
| A C D E                        | C                                  | D                                  | A                                  | E                                  |
| A C D F                        | C                                  | D                                  | A                                  | F                                  |
| A C E F                        | C                                  | A                                  | F                                  | E                                  |
| A D E F                        | D                                  | A                                  | F                                  | E                                  |
| B C D E                        | C                                  | D                                  | B                                  | E                                  |
| B C D F                        | C                                  | D                                  | B                                  | F                                  |
| B C E F                        | E                                  | C                                  | B                                  | F                                  |
| B D E F                        | E                                  | D                                  | B                                  | F                                  |
| C D E F                        | C                                  | D                                  | F                                  | E                                  |

| Pl. | Land       | Sp. | S | U | N | Tore    | Diff. | Punkte | Gruppe   | FPP |
| --- | ---------- | --- | - | - | - | ------- | ----- | ------ | -------- | --- |
| 1.  | Jordanien  | 3   | 1 | 1 | 1 | 006:300 | +3    | 04     | E \|\| 6 |     |
| 2.  | Palästina  | 3   | 1 | 1 | 1 | 005:500 | ±0    | 04     | C \|\| 7 |     |
| 3.  | Syrien     | 3   | 1 | 1 | 1 | 001:100 | ±0    | 04     | B \|\| 3 |     |
| 4.  | Indonesien | 3   | 1 | 0 | 2 | 003:600 | −3    | 03     | D \|\| 7 |     |
| 5.  | Oman       | 3   | 0 | 2 | 1 | 002:300 | −1    | 02     | F \|\| 2 |     |
| 6.  | China      | 3   | 0 | 2 | 1 | 000:100 | −1    | 02     | A \|\| 2 |     |

## Finalrunde
In der Finalrunde wurde im K.-o.-System gespielt. Stand es nach der regulären Spielzeit von 90 Minuten unentschieden, kam es zur Verlängerung von zweimal 15 Minuten und eventuell (falls immer noch kein Sieger feststand) zum Elfmeterschießen. Wie seit 2019 üblich, wurde kein Spiel um Platz 3 mehr ausgetragen.

### Spielplan
|  | Achtelfinale       | Achtelfinale |               |          | Viertelfinale | Viertelfinale |  |  | Halbfinale | Halbfinale |  |  | Finale | Finale |
|  |                    |              |               |          |               |               |  |  |            |            |  |  |        |        |
|  |                    |              |               |          |               |               |  |  |            |            |  |  |        |        |
|  | Tadschikistan      | 01 (5)2      |               |          |               |               |  |  |            |            |  |  |        |        |
|  | Ver. Arab. Emirate | 1 (3)        |               |          |               |               |  |  |            |            |  |  |        |        |
|  | Ver. Arab. Emirate | 1 (3)        | Tadschikistan | 0        |               |               |  |  |            |            |  |  |        |        |
|  |                    |              | Tadschikistan | 0        |               |               |  |  |            |            |  |  |        |        |
|  |                    |              |               |          | Jordanien     | 1             |  |  |            |            |  |  |        |        |
|  | Irak               | 2            |               |          | Jordanien     | 1             |  |  |            |            |  |  |        |        |
|  | Irak               | 2            |               |          |               |               |  |  |            |            |  |  |        |        |
|  | Jordanien          | 3            |               |          |               |               |  |  |            |            |  |  |        |        |
|  | Jordanien          | 3            | Jordanien     | 2        |               |               |  |  |            |            |  |  |        |        |
|  |                    |              | Jordanien     | 2        |               |               |  |  |            |            |  |  |        |        |
|  |                    |              |               | Südkorea | 0             |               |  |  |            |            |  |  |        |        |
|  | Australien         | 4            |               | Südkorea | 0             |               |  |  |            |            |  |  |        |        |
|  | Australien         | 4            |               |          |               |               |  |  |            |            |  |  |        |        |
|  | Indonesien         | 0            |               |          |               |               |  |  |            |            |  |  |        |        |
|  | Indonesien         | 0            | Australien    | 1        |               |               |  |  |            |            |  |  |        |        |
|  |                    |              | Australien    | 1        |               |               |  |  |            |            |  |  |        |        |
|  |                    |              |               |          | Südkorea      | 021           |  |  |            |            |  |  |        |        |
|  | Saudi-Arabien      | 1 (2)        |               |          | Südkorea      | 021           |  |  |            |            |  |  |        |        |
|  | Saudi-Arabien      | 1 (2)        |               |          |               |               |  |  |            |            |  |  |        |        |
|  | Südkorea           | 01 (4)2      |               |          |               |               |  |  |            |            |  |  |        |        |
|  | Südkorea           | 01 (4)2      | Jordanien     | 1        |               |               |  |  |            |            |  |  |        |        |
|  |                    |              | Jordanien     | 1        |               |               |  |  |            |            |  |  |        |        |
|  |                    |              |               | Katar    | 3             |               |  |  |            |            |  |  |        |        |
|  | Iran               | 01 (5)2      |               | Katar    | 3             |               |  |  |            |            |  |  |        |        |
|  | Iran               | 01 (5)2      |               |          |               |               |  |  |            |            |  |  |        |        |
|  | Syrien             | 1 (3)        |               |          |               |               |  |  |            |            |  |  |        |        |
|  | Syrien             | 1 (3)        | Iran          | 2        |               |               |  |  |            |            |  |  |        |        |
|  |                    |              | Iran          | 2        |               |               |  |  |            |            |  |  |        |        |
|  |                    |              |               |          | Japan         | 1             |  |  |            |            |  |  |        |        |
|  | Bahrain            | 1            |               |          | Japan         | 1             |  |  |            |            |  |  |        |        |
|  | Bahrain            | 1            |               |          |               |               |  |  |            |            |  |  |        |        |
|  | Japan              | 3            |               |          |               |               |  |  |            |            |  |  |        |        |
|  | Japan              | 3            | Iran          | 2        |               |               |  |  |            |            |  |  |        |        |
|  |                    |              | Iran          | 2        |               |               |  |  |            |            |  |  |        |        |
|  |                    |              |               | Katar    | 3             |               |  |  |            |            |  |  |        |        |
|  | Katar              | 2            |               | Katar    | 3             |               |  |  |            |            |  |  |        |        |
|  | Katar              | 2            |               |          |               |               |  |  |            |            |  |  |        |        |
|  | Palästina          | 1            |               |          |               |               |  |  |            |            |  |  |        |        |
|  | Palästina          | 1            | Katar         | 01 (3)2  |               |               |  |  |            |            |  |  |        |        |
|  |                    |              | Katar         | 01 (3)2  |               |               |  |  |            |            |  |  |        |        |
|  |                    |              |               |          | Usbekistan    | 1 (2)         |  |  |            |            |  |  |        |        |
|  | Usbekistan         | 2            |               |          | Usbekistan    | 1 (2)         |  |  |            |            |  |  |        |        |
|  | Usbekistan         | 2            |               |          |               |               |  |  |            |            |  |  |        |        |
|  | Thailand           | 1            |               |          |               |               |  |  |            |            |  |  |        |        |

1 Sieg nach Verlängerung

2 Sieg im Elfmeterschießen

### Achtelfinale
| 28. Januar 2024, 14:30 Uhr (12:30 Uhr MEZ) in ar-Rayyan (Jassim)    |   |                    |                                 |
| Australien                                                          | – | Indonesien         | 4:0 (2:0)                       |
| 28. Januar 2024, 19:00 Uhr (17:00 Uhr MEZ) in ar-Rayyan (Ahmed)     |   |                    |                                 |
| Tadschikistan                                                       | – | Ver. Arab. Emirate | 1:1 n. V. (1:1, 1:0), 5:3 i. E. |
| 29. Januar 2024, 14:30 Uhr (12:30 Uhr MEZ) in ar-Rayyan (Khalifa)   |   |                    |                                 |
| Irak                                                                | – | Jordanien          | 2:3 (0:1)                       |
| 29. Januar 2024, 19:00 Uhr (17:00 Uhr MEZ) in al-Chaur              |   |                    |                                 |
| Katar                                                               | – | Palästina          | 2:1 (1:1)                       |
| 30. Januar 2024, 14:30 Uhr (12:30 Uhr MEZ) in al-Wakra              |   |                    |                                 |
| Usbekistan                                                          | – | Thailand           | 2:1 (1:0)                       |
| 30. Januar 2024, 19:00 Uhr (17:00 Uhr MEZ) in ar-Rayyan (Education) |   |                    |                                 |
| Saudi-Arabien                                                       | – | Südkorea           | 1:1 n. V. (1:1, 0:0), 2:4 i. E. |
| 31. Januar 2024, 14:30 Uhr (12:30 Uhr MEZ) in Doha (Thumama)        |   |                    |                                 |
| Bahrain                                                             | – | Japan              | 1:3 (0:1)                       |
| 31. Januar 2024, 19:00 Uhr (17:00 Uhr MEZ) in Doha (Abdullah)       |   |                    |                                 |
| Iran                                                                | – | Syrien             | 1:1 n. V. (1:1, 1:0), 5:3 i. E. |

### Viertelfinale
| 2. Februar 2024, 14:30 Uhr (12:30 Uhr MEZ) in ar-Rayyan (Ahmed)     |   |            |                                 |
| Tadschikistan                                                       | – | Jordanien  | 0:1 (0:0)                       |
| 2. Februar 2024, 18:30 Uhr (16:30 Uhr MEZ) in al-Wakra              |   |            |                                 |
| Australien                                                          | – | Südkorea   | 1:2 n. V. (1:1, 1:0)            |
| 3. Februar 2024, 14:30 Uhr (12:30 Uhr MEZ) in ar-Rayyan (Education) |   |            |                                 |
| Iran                                                                | – | Japan      | 2:1 (0:1)                       |
| 3. Februar 2024, 18:30 Uhr (16:30 Uhr MEZ) in al-Chaur              |   |            |                                 |
| Katar                                                               | – | Usbekistan | 1:1 n. V. (1:1, 1:0), 3:2 i. E. |

### Halbfinale
| 6. Februar 2024, 18:00 Uhr (16:00 Uhr MEZ) in ar-Rayyan (Ahmed) |   |          |           |
| Jordanien                                                       | – | Südkorea | 2:0 (0:0) |
| 7. Februar 2024, 18:00 Uhr (16:00 Uhr MEZ) in Doha (Thumama)    |   |          |           |
| Iran                                                            | – | Katar    | 2:3 (1:2) |

### Finale
| Jordanien                                                                   | Jordanien | Katar | Katar |
| --------------------------------------------------------------------------- | --- | --- | ----- |
| Jordanien                                                                   | \| Finale \| \| 10. Februar 2024 um 18:00 Uhr (16:00 MEZ) in Lusail (Lusail Iconic Stadium) \| \| Zuschauer: 86.492 \| \| Schiedsrichter: Ma Ning ( China) \| \| Spielbericht \|                                                                                       | \| Finale \| \| 10. Februar 2024 um 18:00 Uhr (16:00 MEZ) in Lusail (Lusail Iconic Stadium) \| \| Zuschauer: 86.492 \| \| Schiedsrichter: Ma Ning ( China) \| \| Spielbericht \| | Katar |
| Jordanien                                                                   | Yazid Abu Layla – Abdallah Nasib, Yazan al-Arab, Salem al-Ajalin – Ihsan Haddad , Nizar al-Rashdan, Noor al-Rawabdeh, Mahmoud al-Mardi (80. Saleh Rateb), Musa al-Taamari, Ali Olwan (90.+5' Anas al-Awadat) – Yazan al-Naimat Cheftrainer: Hussein Ammouta ( Marokko) | Meshaal Barsham – Tarek Salman, Al-Mahdi Ali Mukhtar (81. Boualem Khoukhi), Lucas Mendes, Mohammed Waad – Jassem Gaber (53. Ali Assadalla), Ahmed Fatehi, Yusuf Abdurisag (63. Ismail Mohamad), Hassan al-Haydos (53. Abdulaziz Hatem), Akram Afif – Almoez Abdulla Cheftrainer: Tintín Márquez ( Spanien) | Katar |
| Jordanien                                                                   | 1:1 al-Naimat (67.) | 0:1 Afif (22., Foulelfmeter) 1:2 Afif (73., Foulelfmeter) 1:3 Afif (90.+5', Foulelfmeter) | Katar |
| Jordanien                                                                   | Olwan (18.), al-Ajalin (45.+7'), al-Naimat (86.), Abu Layla (90.+4') | Assadalla (90.+9'), Barsham (90.+16') | Katar |
| Finale                                                                      | | |       |
| 10. Februar 2024 um 18:00 Uhr (16:00 MEZ) in Lusail (Lusail Iconic Stadium) | | |       |
| Zuschauer: 86.492                                                           | | |       |
| Schiedsrichter: Ma Ning ( China)                                            | | |       |
| Spielbericht                                                                | | |       |

## Beste Torschützen
Nachfolgend sind die besten Torschützen des Turnieres aufgeführt. Bei gleicher Anzahl an Toren sind die Spieler zunächst nach der Anzahl der Vorlagen und anschließend nach den Spielminuten sortiert.
| Rang | Nat                        | Spieler          | Tore | Vorlagen | Spielminuten |
| ---- | -------------------------- | ---------------- | ---- | -------- | ------------ |
| 01   | Katar                      | Akram Afif       | 8    | 3        | 596          |
| 02   | Irak                       | Ayman Hussein    | 6    | 0        | 197          |
| 03   | Jordanien                  | Yazan al-Naimat  | 4    | 2        | 579          |
| 04   | Japan                      | Ayase Ueda       | 4    | 0        | 334          |
| 05   | Jordanien                  | Musa al-Taamari  | 3    | 1        | 538          |
| 06   | Korea Sud                  | Lee Kang-in      | 3    | 1        | 600          |
| 07   | Palastina Autonomiegebiete | Oday Dabbagh     | 3    | 0        | 290          |
| 08   | Katar                      | Hassan al-Haydos | 3    | 0        | 307          |
| 09   | Iran                       | Mehdi Taremi     | 3    | 0        | 437          |
| 10   | Korea Sud                  | Son Heung-min    | 3    | 0        | 600          |

Zu diesen besten Torschützen mit mindestens drei Toren kommen 15 weitere mit jeweils zwei Toren und 55 weitere mit je einem Tor sowie sieben Eigentore.

## Auszeichnungen
Zum besten Spieler des Turniers wählten die technischen Beobachter der AFC den Katarer Akram Afif, der mit acht Toren und drei Torvorlagen auch Torschützenkönig wurde. Zum besten Torhüter des Turniers wählten sie Afifs Landsmann Meshaal Barsham, der bei drei seiner sieben Einsätze ohne Gegentor blieb.
Das schönste Tor des Turniers erzielte laut einer Fan-Umfrage, für die die AFC im Voraus zehn Kandidaten aufgestellt hatte, der Malaysier Faisal Halim beim 3:3-Unentschieden im Gruppenspiel gegen Südkorea. Den Fair-Play-Preis erhielt die katarische Mannschaft.
Im Abschlussbericht der AFC stellten die technischen Beobachter eine „Mannschaft des Turniers“ mit 26 Spielern auf. Dabei wurden alle Spieler einbezogen, die das Viertelfinale erreichten. Neben Afif sowie Barsham wurden vier weitere Asienmeister, sechs Spieler des unterlegenen Finalisten Jordanien, vier Iraner, jeweils drei Australier und Südkoreaner, zwei Usbeken sowie je ein Japaner und Tadschikie in das All-Star-Team berufen.
| Torhüter                                    | Abwehr                                                                                        | Mittelfeld | Angriff |
| ------------------------------------------- | --------------------------------------------------------------------------------------------- | --- | --- |
| Meshaal Barsham Yazid Abu Layla Mathew Ryan | Lucas Mendes Yazan al-Arab Ihsan Haddad Abdallah Nasib Kim Min-jae Aziz Behich Wahdat Hanonow | Ahmed Fatehi Hassan al-Haydos Saeid Ezatolahi Alireza Jahanbakhsh Jackson Irvine Wataru Endō Abbosbek Fayzullayev | Almoez Abdulla Akram Afif Yazan al-Naimat Musa al-Taamari Sardar Azmoun Mehdi Taremi Lee Kang-in Son Heung-min Jaloliddin Masharipov |

## Schiedsrichter

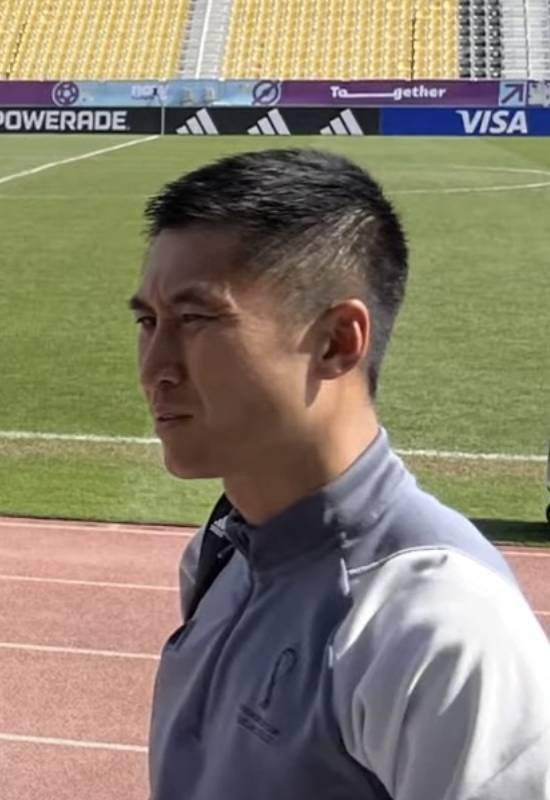
Der chinesische Schiedsrichter Ma Ning leitete das Finale

Mitte September 2023 nominierte die AFC 33 Schiedsrichter und 37 Schiedsrichterassistenten sowie je zwei Ersatz-Schiedsrichter und zwei Ersatz-Assistenten für das Turnier. Darunter waren erstmalig in der Geschichte der Fußball-Asienmeisterschaft auch fünf weibliche Spieloffizielle. Kate Jacewicz aus Australien sowie Yoshimi Yamashita aus Japan waren als Hauptschiedsrichterinnen und Makoto Bozono und Naomi Teshirogi aus Japan sowie Kim Kyoung-min aus Südkorea als Assistentinnen dabei.

### Hauptschiedsrichter
Die 35 Schiedsrichter stammten aus insgesamt 18 Ländern. Jeweils vier stammten aus Japan und Katar, je drei aus Australien, Saudi-Arabien, Südkorea und den Vereinigten Arabischen Emiraten sowie je zwei aus China, Kuwait und Usbekistan. Zwei Schiedsrichter gehörten einem Verband an, dessen Mannschaft sich nicht für den Wettbewerb qualifizieren konnte. Von den 39 Assistenten kamen vier aus Japan, drei aus Südkorea sowie jeweils zwei aus Australien, China, dem Irak, dem Iran, Jordanien, Katar, Kuwait, Malaysia, dem Oman, Saudi-Arabien, Singapur, Syrien, Thailand, den Vereinigten Arabischen Emiraten und Usbekistan.
Insgesamt kamen 32 Schiedsrichterteams zur Leitung der 51 Spiele zum Einsatz. Von denen gab es 30 Schiedsrichterteams aus einem Land, die anderen beiden Teams bildeten sich aus jeweils zwei Nationen zusammen. Die zunächst als Schiedsrichter nominierten Kate Jacewicz aus Australien, Abdulla al-Marri aus Katar und Axrol Risqullayev aus Usbekistan wurden nur als Torrichter oder Videoschiedsrichter eingesetzt.
Das Eröffnungsspiel leitete der Australier Alireza Faghani. Für das Final war der Chinese Ma Ning verantwortlich.
| Schiedsrichter                    | Land               | Assistent 1                       | Assistent 2                        | Spiele |     |   |   |
| --------------------------------- | ------------------ | --------------------------------- | ---------------------------------- | ------ | --- | - | - |
| Alireza Faghani                   | Australien         | Anton Shchetinin                  | Ashley Beecham                     | 02     | 008 | 1 | 1 |
| Shaun Evans                       | Australien         | Anton Shchetinin                  | Ashley Beecham                     | 02     | 007 | 0 | 0 |
| Fu Ming                           | China              | Zhou Fei                          | Zhang Cheng                        | 02     | 004 | 0 | 0 |
| Ma Ning                           | China              | Zhou Fei (2) Anton Shchetinin (1) | Zhang Cheng (2) Ashley Beecham (1) | 04     | 018 | 0 | 0 |
| Mohanad Qasim Sarray              | Irak               | Watheq al-Swaiedi                 | Ahmed al-Baghdadi                  | 01     | 005 | 0 | 1 |
| Mooud Bonyadifard                 | Iran               | Saeid Ghasemi                     | Alireza Ildorom                    | 01     | 001 | 0 | 0 |
| Yūsuke Araki                      | Japan              | Jun Mihara                        | Takumi Takagi                      | 02     | 008 | 0 | 0 |
| Jumpei Iida                       | Japan              | Jun Mihara                        | Takumi Takagi                      | 01     | 003 | 0 | 2 |
| Hiroyuki Kimura                   | Japan              | Jun Mihara                        | Takumi Takagi                      | 01     | 006 | 0 | 1 |
| Yoshimi Yamashita                 | Japan              | Makoto Bozono                     | Naomi Teshirogi                    | 01     | 001 | 0 | 0 |
| Adham Makhadmeh                   | Jordanien          | Mohammad al-Kalaf                 | Ahmad al-Roalle                    | 01     | 001 | 0 | 0 |
| Abdulrahman al-Jassim             | Katar              | Taleb al-Marri                    | Saud al-Maqaleh                    | 01     | 007 | 0 | 0 |
| Khamis al-Marri                   | Katar              | Taleb al-Marri                    | Saud al-Maqaleh                    | 01     | 006 | 0 | 0 |
| Salman Falahi                     | Katar              | Taleb al-Marri                    | Saud al-Maqaleh                    | 01     | 005 | 0 | 0 |
| Ahmad al-Ali                      | Kuwait             | Abdulhadi al-Anezi                | Ahmad Abbas                        | 04     | 015 | 1 | 2 |
| Abdullah Jamali                   | Kuwait             | Abdulhadi al-Anezi                | Ahmad Abbas                        | 01     | 003 | 0 | 0 |
| Nazmi Nasaruddin                  | Malaysia           | Mohamad Zairul Khalil Tan         | Mohd Arif Shamil Abd Rasid         | 02     | 005 | 1 | 0 |
| Ahmed al-Kaf                      | Oman               | Abu Bakar al-Amri                 | Rashid al-Ghaithi                  | 03     | 007 | 0 | 1 |
| Mohammed al-Hoish                 | Saudi-Arabien      | Khalaf al-Shammari                | Yasir al-Sultan                    | 01     | 003 | 0 | 0 |
| Khalid al-Turais                  | Saudi-Arabien      | Khalaf al-Shammari                | Yasir al-Sultan                    | 02     | 003 | 0 | 0 |
| Muhammad Taqi                     | Singapur           | Ronnie Koh Min Kiat               | Abdul Hannan Abdul Hasim           | 01     | 003 | 0 | 0 |
| Kim Hee-gon                       | Südkorea           | Yoon Jae-yeol                     | Park Sang-jun                      | 02     | 008 | 0 | 0 |
| Kim Jong-hyeok                    | Südkorea           | Yoon Jae-yeol                     | Park Sang-jun                      | 02     | 008 | 1 | 0 |
| Ko Hyung-jin                      | Südkorea           | Park Sang-jun                     | Kim Kyoung-min                     | 01     | 001 | 0 | 0 |
| Hanna Hattab                      | Syrien             | Ali Ahmad                         | Mohamad Kazzaz                     | 01     | 002 | 0 | 0 |
| Sadullo Gulmurodi                 | Tadschikistan      | Andrey Sapenko                    | Timur Gaynullin                    | 01     | 003 | 1 | 0 |
| Sivakorn Pu-udom                  | Thailand           | Rawut Nakarit                     | Tanate Chuchuen                    | 01     | 005 | 0 | 0 |
| Ilgiz Tantashev                   | Usbekistan         | Andrey Sapenko                    | Timur Gaynullin                    | 03     | 012 | 0 | 0 |
| Omar al-Ali                       | Ver. Arab. Emirate | Mohamed al-Hammadi                | Hasan al-Mahri                     | 01     | 002 | 0 | 0 |
| Adel al-Naqbi                     | Ver. Arab. Emirate | Mohamed al-Hammadi                | Hasan al-Mahri                     | 01     | 002 | 0 | 0 |
| Mohammed Abdullah Hassan Mohammed | Ver. Arab. Emirate | Mohamed al-Hammadi                | Hasan al-Mahri                     | 03     | 012 | 0 | 0 |
| Gesamt                            | Gesamt             | Gesamt                            | Gesamt                             | 51     | 174 | 5 | 8 |

### Videoassistenten (VAR)
Nachdem der Videobeweis beim letzten Turnier erst ab dem Viertelfinale eingesetzt wurde, kam er 2024 erstmals für alle Spiele zur Anwendung. Für jedes Spiel war ein Hauptvideoschiedsrichter (VAR) zuständig, der von einem weiteren Offiziellen, dem Assistentvideoschiedsrichter (AVAR), unterstützt wurde. 
| Schiedsrichter                    | Land               | Spiele als | Spiele als |
| Schiedsrichter                    | Land               | VAR        | AVAR       |
| --------------------------------- | ------------------ | ---------- | ---------- |
| Shaun Evans                       | Australien         | 01         | 01         |
| Kate Jacewicz                     | Australien         | 01         | 03         |
| Fu Ming                           | China              | 05         | 03         |
| Yūsuke Araki                      | Japan              | 0          | 03         |
| Jumpei Iida                       | Japan              | 04         | 04         |
| Hiroyuki Kimura                   | Japan              | 02         | 0          |
| Salman Falahi                     | Katar              | 02         | 02         |
| Abdulrahman al-Jassim             | Katar              | 01         | 01         |
| Abdulla al-Marri                  | Katar              | 03         | 01         |
| Khamis al-Marri                   | Katar              | 04         | 02         |
| Ahmad al-Ali                      | Kuwait             | 02         | 01         |
| Abdullah Jamali                   | Kuwait             | 01         | 03         |
| Mohammed al-Hoish                 | Saudi-Arabien      | 01         | 03         |
| Khalid al-Turais                  | Saudi-Arabien      | 02         | 01         |
| Muhammad Taqi                     | Singapur           | 01         | 05         |
| Kim Hee-gon                       | Südkorea           | 02         | 01         |
| Kim Jong-hyeok                    | Südkorea           | 03         | 0          |
| Ko Hyung-jin                      | Südkorea           | 0          | 03         |
| Hanna Hattab                      | Syrien             | 0          | 01         |
| Sivakorn Pu-udom                  | Thailand           | 04         | 04         |
| Omar al-Ali                       | Ver. Arab. Emirate | 06         | 01         |
| Hasan al-Mahri                    | Ver. Arab. Emirate | 0          | 01         |
| Mohammed Abdullah Hassan Mohammed | Ver. Arab. Emirate | 05         | 0          |
| Adel al-Naqbi                     | Ver. Arab. Emirate | 01         | 07         |
| Gesamt                            | Gesamt             | 51         | 51         |